# Коган Олексій Вадимович
Олексі́й Вади́мович Ко́ган (10 листопада 1957, Теофіполь) — український автор, ведучий джазових концертів, радіо- та телепрограм.

## Життєпис
Закінчив музичну школу за класом скрипки, бібліотечний факультет Київського інституту культури (заочно, 1978—1982) за фахом «Музична бібліографія».
Служив в армії — у танкових військах. З 1989 р. позаштатно, а з 1992 р. штатно працює на радіо.

### Робота на радіо
З 1991 року працює на радіо «Промінь» (щоденна програма «Година меломана»).
Також працював на радіостанціях «Континент», «Nostalgie», «Super Nova», «MusicRadio», «Радіо „Ера“», інтернет-каналах «Радіо Аристократи» (програма «Jazz Time») та «Old Fashioned Radio» (авторська програма «Плейлист Когана») та ін.
Загалом у доробку — понад 5 тисяч радіопрограм.

### Учителі
- Радіоведучий Олег Віталійович Горський
- Радіоведучий, театральний режисер і педагог, режисер радіо, Заслужений артист України Микола Іванович Єдомаха[2]

### Заслуги
Член редколегії журналу «Джаз Квадрат», представник України в Європейській джазовій федерації, член Міжнародної джазової асоціації журналістів (з листопада 2002-го), кавалер найвищої нагороди Польщі в галузі культури — ордена «Заслуги для польської культури».
Автор понад 700 газетних і журнальних публікацій в Україні, Польщі, США.
Організатор фестивалю «Jazz in Kiev» 2011 року.

## Інше
Володіє такими іноземними мовами: російською, англійською, польською. Захоплення: музика, родина.